# 帆布製品製造技能士
帆布製品製造技能士（はんぷせいひんせいぞうぎのうし）とは、国家資格である技能検定制度の一種で、都道府県知事（問題作成等は中央職業能力開発協会、試験の実施等は都道府県職業能力開発協会）が実施する、帆布製品製造に関する学科及び実技試験に合格した者をいう。なお職業能力開発促進法により、帆布製品製造技能士資格を持っていないものが帆布製品製造技能士と称することは禁じられている。

## 級別
1級、2級の別がある。

## 実技作業試験内容（帆布製品製造作業）
- 1級：円すい曲面形装飾用テントを製作する。試験時間=5時間30分
- 2級：円すい曲面形装飾用テントを製作する。試験時間=4時間45分